# Batalla de Tsushima
La batalla de Tsushima (en japonés: 対馬海戦), comúnmente denominada la batalla del mar del Japón (en japonés: 日本海海戦) en Japón, fue un importante combate naval librado entre Rusia y Japón los días 27 y 28 de mayo de 1905 durante la Guerra ruso-japonesa (1904-1905). Fue la única batalla naval decisiva de la historia en la que intervinieron flotas compuestas por acorazados modernos y la primera batalla naval en la que tuvo un papel crítico el uso de la radiocomunicación. Esta batalla ha sido calificada como «el último suspiro de una vieja era, porque por última vez en la guerra naval los navíos de línea de una flota derrotada se rindieron en alta mar».
La batalla tuvo lugar en el estrecho de Tsushima que separa la península de Corea del sur del archipiélago japonés. En ella, la flota japonesa dirigida por el almirante Tōgō Heihachirō destruyó dos tercios de la flota rusa, que estuvo bajo mando del almirante Zinovi Rozhéstvenski y que había navegado 18.000 millas náuticas (33.000 km) hasta Extremo Oriente. La total destrucción de la armada rusa provocó una amarga reacción en la opinión pública del país y obligó a la firma de un tratado de paz en septiembre de 1905.
Antes de la guerra ruso-japonesa, las potencias navales habían construido flotas de acorazados con baterías de cañones de calibres mixtos (de 152 mm, 203 mm, 254 mm y 305 mm) con la creencia de que estos buques librarían combates a corta distancia en acciones decisivas de la flota. Sin embargo, la batalla de Tsushima demostró que los acorazados rápidos y armados únicamente con cañones de gran calibre y largo alcance gozaban de una clara ventaja sobre navíos equipados con baterías mixtas.
Tsushima también fue el primer gran enfrentamiento naval en el que jugó un papel decisivo el uso de la comunicación por radio. Aunque ambas flotas contaban con equipos de comunicación inalámbrica, los rusos tuvieron problemas en el empleo de sus radios de fabricación alemana y los japoneses hicieron un uso más efectivo de sus equipos de fabricación nacional.

## Antecedentes
Con anterioridad, la Flota del Pacífico rusa había sido atacada sin previo aviso japonés y destruida en la batalla de Shandong el 10 de agosto de 1904. Dicha derrota había exaltado los ánimos en contra del zar Nicolás II de Rusia, y este había ordenado que se movilizara la Flota del Báltico, poniéndola al mando del almirante Rozhéstvenski.
Se estaban terminando algunos acorazados modernos pero la mayor parte de las unidades eran muy anticuadas, estando la mayoría diseñada para aguas costeras, sin contar los fallos en el mantenimiento y entrenamiento de la tropa. La misión que pedía el Zar era casi incumplible.
La Flota del Báltico zarpó, siendo despedida pomposamente por Nicolás II. Navegó a través del mar del Norte, causando un gravísimo incidente diplomático (Incidente del banco Dogger) cuando atacó allí a la flota británica de pesca. Luego prosiguió por África y tocó puerto en Indochina. El viaje fue muy largo y las tripulaciones estaban descontentas. Parte de esta flota tomó camino por la costa africana y otra por el Mediterráneo, donde se reunieron en la salida del mar Rojo.

El largo recorrido de la flota rusa desde el mar Báltico hasta Tsushima.

La maquinaria de los buques era movida con vapor, por lo que paralelamente se tuvieron que organizar convoyes de buques carboneros que habían de llevar a tiempo su carga a los puertos en los que se pasaría su carga a los de la flota mientras navegaba hacia su destino. Rusia no disponía de flota mercante suficiente para llevar a cabo el suministro, por lo que tuvo que contratar servicios de compañías pertenecientes a países neutrales, lo cual trajo consigo conflictos diplomáticos, retrasándose, a veces incluso paralizándose durante muchos días, la descarga en puertos neutrales. Con ello se estancaba la marcha de la flota y se desgastaban sus maquinarias que, al ser movidas por vapor, tenían que estar continuamente bajo presión. Una de las operaciones de traspaso de carbón de la flota carbonera a la rusa se tuvo que realizar en alta mar.
Luego los rusos ordenaron romper el bloqueo de Port Arthur (un pueblo que ahora es parte de la moderna ciudad de Dalian) aunque, por entonces, la plaza ya había caído en manos de los japoneses antes de la llegada de los barcos rusos, por lo que viraron para encaminarse al puerto ruso de Vladivostok.
Los rusos pudieron haber navegado a través de uno de los tres trayectos posibles para alcanzar Vladivostok: siguiendo el estrecho de La Pérouse, el estrecho de Tsugaru o el de Tsushima. 
El almirante ruso Rozhéstvenski eligió Tsushima en un intento de simplificar la ruta. El almirante Tōgō Heihachirō, que había fondeado en Pusan, Corea, también pensaba que Tsushima era la alternativa preferida por los rusos. Este estrecho comprende una zona al este de la isla de Tsushima localizado más o menos a mitad de camino entre las islas de Kyushu y la península de Corea, la ruta más corta y directa desde Indochina. Las otras dos rutas requerían que la flota navegara al este del Japón.

## La batalla

Desarrollo de las operaciones y combates navales durante la batalla.

La flota rusa fue avistada cuando dos buques-hospital rezagados, que navegaban con sus luces encendidas, fueron descubiertos por un crucero de la flota japonesa. Los rusos navegaron del sur-suroeste a nor-noreste; la flota japonesa venía del oeste-noreste. 
Para evitar que toda la batalla se redujera a un intercambio de fuego, el almirante Tōgō ordenó a la flota virar en secuencia, lo que permitió a sus barcos tomar el mismo curso que los rusos, y a pesar de que arriesgó cada uno de sus acorazados en esta vuelta en "U", el viraje tuvo éxito y pudo ponerse en línea de T (lo que técnicamente se denomina cruzar la T).
Las dos líneas de acorazados estabilizaron su distancia en 6.200 metros y abrieron fuego. La flota japonesa había practicado los disparos de artillería continuamente desde el principio de la guerra, usando un calibre secundario y los adaptadores para su cañón. Los japoneses tenían artilleros superiores y por ello su fuego golpeó y machacó a los rusos con una frecuencia superior. Además, los japoneses utilizaron un nuevo tipo de explosivo para cargar sus obuses, llamado pólvora Shimose, que fue diseñado para estallar al impacto y para arruinar la superestructura de las naves.

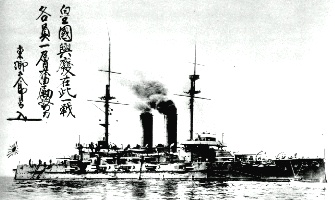
Acorazado japonés Mikasa en 1905.

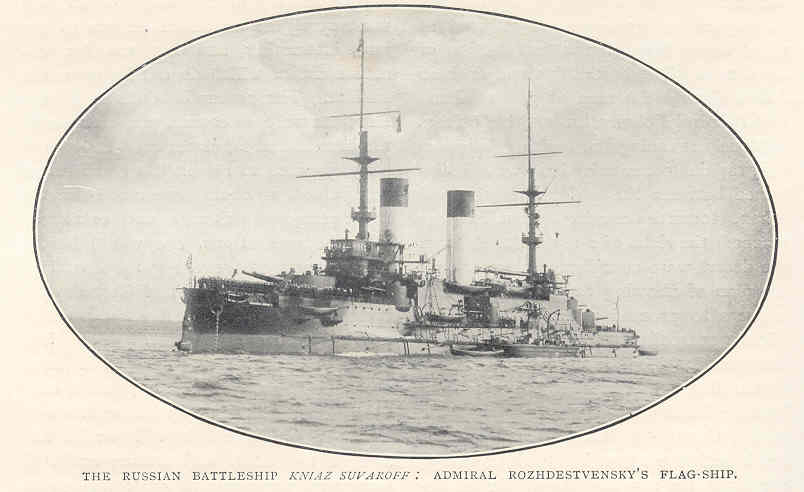
Acorazado ruso Kniaz Suvórov, buque insignia de la Flota del Báltico.

Los materiales de las naves rusas eran más fragmentables e inflamables que las superestructuras japonesas, por lo que el daño sumado fue mayor. A su vez, los rusos dispararon proyectiles antiblindaje con punta redonda. A pesar de que los rusos hicieron blanco 16 veces en el Mikasa, los disparos japoneses causaron más perjuicio a las naves rusas en proporción a los disparos rusos.

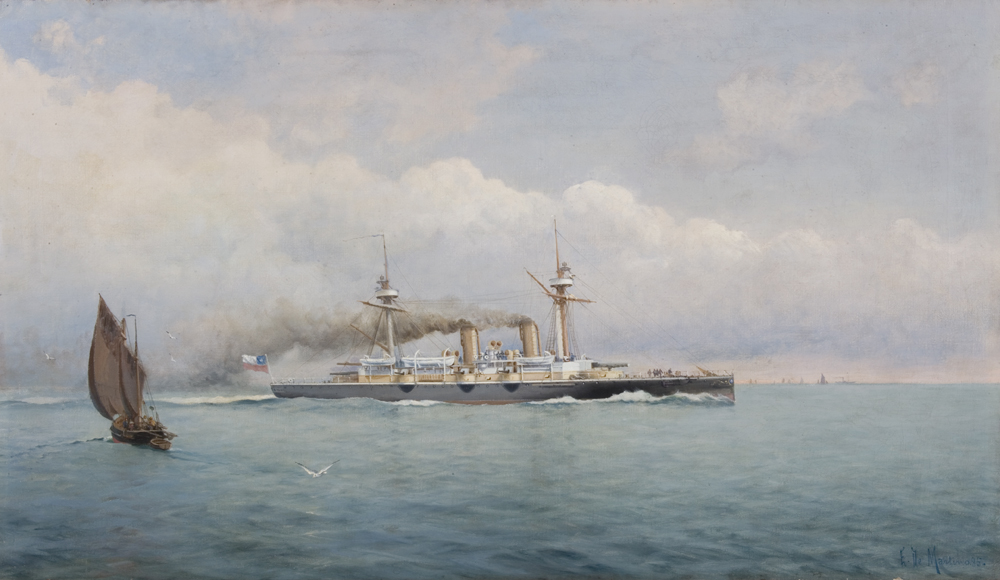
El crucero protegido Izumi participó en forma activa en la batalla. Nótese la bandera chilena, ya que primero perteneció a esa escuadra bajo el nombre de Esmeralda, en honor a la gesta heroica de su antecesor. Óleo de Eduardo de Martino.

Debido al largo viaje de la flota rusa a través de las aguas tropicales y a la falta de carenado, los fondos de sus buques de guerra estaban cubiertos con incrustaciones de fauna y flora marina, lo que los hacía más pesados y reducía perceptiblemente su velocidad con respecto a los japoneses.
En maniobras navales de batalla, la velocidad puede ofrecer una ventaja significativa cuando se combina con el fuego de artillería de gran calibre. Mientras que las naves japonesas podían alcanzar 16 nudos (30 km/h), la flota de los rusos podía alcanzar solamente 8 nudos (15 km/h). El almirante Tōgō hizo uso de esta ventaja. El almirante Rozhéstvenski, por su parte, quedó herido por un fragmento de proyectil que le golpeó en el cráneo. El 27 de mayo, la flota rusa perdió el acorazado buque insignia Kniaz Suvórov y los acorazados Osliabia, Zar Aleksandr III y Borodino. La flota japonesa sufrió solamente daños ligeros, sobre todo en el buque Mikasa. Por la tarde, el contraalmirante Nebogátov tomó el comando en el lado ruso.
En la noche, buques torpederos y destructores japoneses fueron lanzados contra la flota rusa, que para entonces había sido dispersada en pequeños grupos, intentando romper hacia el norte. El viejo acorazado ruso Navarin fue hundido, mientras que el acorazado Sissoi Veliki y dos viejos cruceros acorazados, el Almirante Najímov y el Vladímir Monómaco, fueron dañados y tuvieron que ser echados a pique por la mañana.

### La destrucción del poderío naval ruso

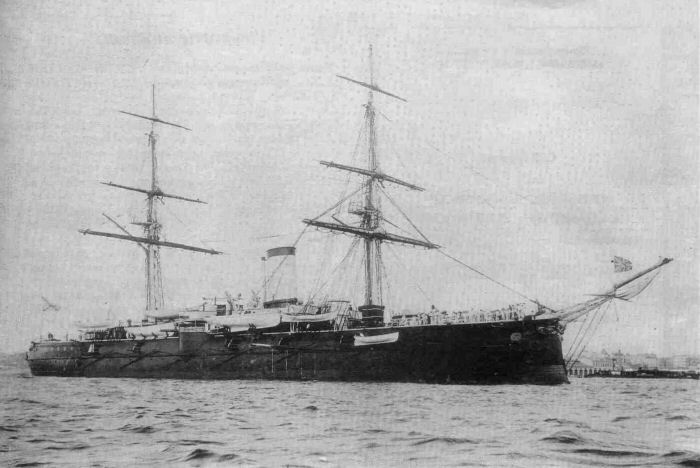
El crucero acorazado ruso Almirante Najímov.

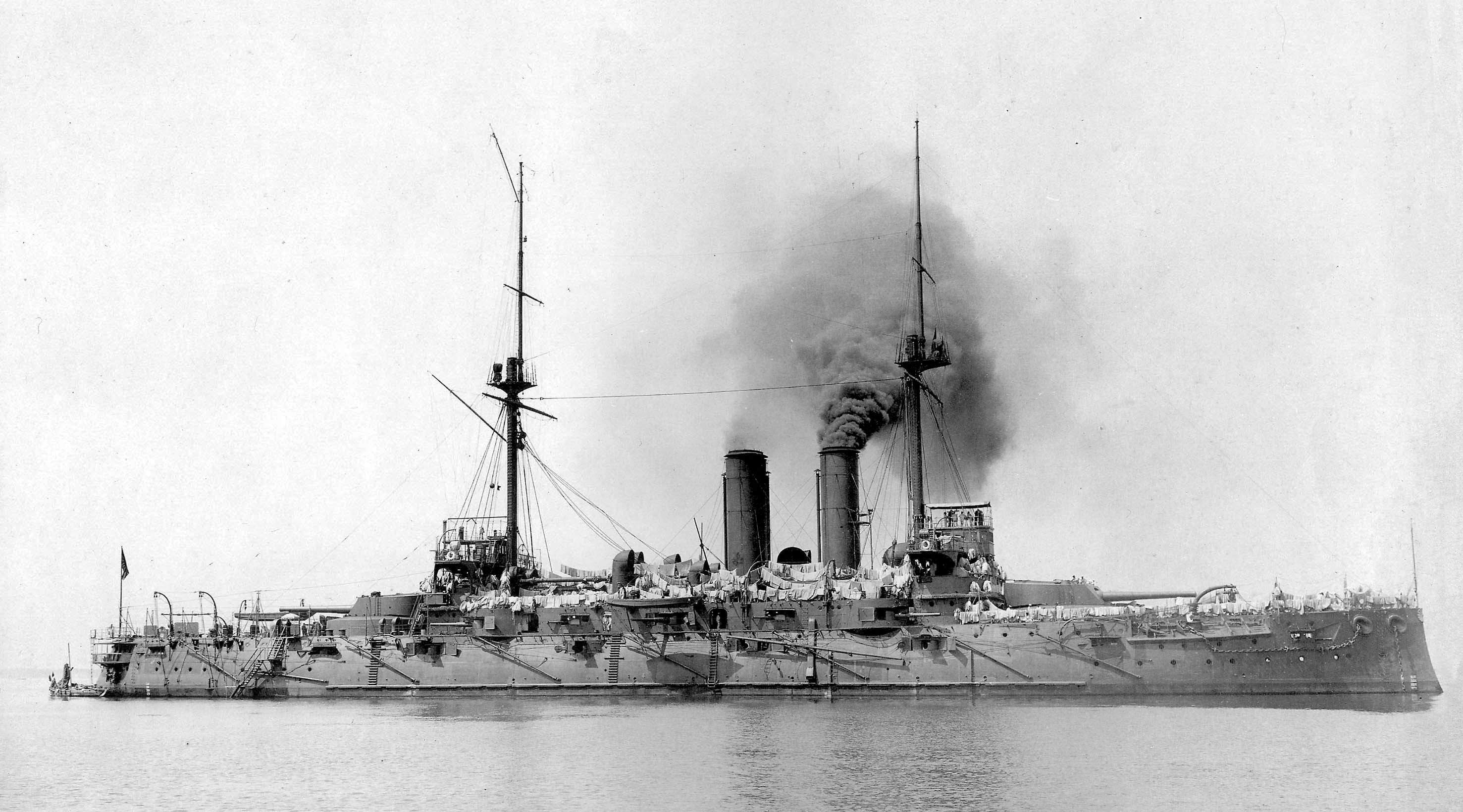
El acorazado japonés Asahi.

Otros cuatro acorazados a las órdenes del contralmirante Nebogatov fueron obligados a entregarse al día siguiente. Su grupo consistía solamente en un acorazado moderno, el Oriol, junto con el viejo pre-dreadnought Imperator Nikolái I y dos pequeños acorazados costeros, que no tenían ninguna oportunidad contra la flota japonesa. Los japoneses persiguieron a las naves rusas hasta la tarde del 28 de mayo. El pequeño acorazado costero Almirante Ushakov no se entregó y fue hundido por los cruceros japoneses. El viejo crucero Dmitri Donskói luchó contra seis cruceros enemigos y sobrevivió hasta el día siguiente, cuando fue echado a pique debido al daño sufrido. El Izumrud al principio escapó pero la noche siguiente chocó contra accidentalmente unas rocas y fue abandonado por su tripulación. Tres cruceros, incluyendo el Aurora, escaparon a la base naval de Estados Unidos en Manila y fueron internados allí por los estadounidenses. El yate armado rápido Almaz (clasificado como crucero de segunda línea) y dos destructores fueron las únicas embarcaciones que pudieron alcanzar Vladivostok.
Casi toda la flota rusa del Báltico se perdió en la batalla de Tsushima. Los rusos perdieron 11 acorazados (7 destruidos: Kniaz Suvórov, Osliabia, Imperator Aleksándr III, Borodino, Navarin, Almirante Ushakov, Sissoi Veliki; y 4 capturados: Oriol, Imperator Nikolái I, General-Almirante Apraksin y Almirante Siniavin), además de otros 14 buques hundidos (cruceros, destructores... como el Almirante Najímov, el Vladímir Monómaco, o el Dmitri Donskói, entre otros). En total 26 buques hundidos o capturados por los japoneses (incluyendo buques auxiliares y otros desarmados). Las pérdidas humanas se contabilizaron en 5.045 muertos, 803 heridos y 6.016 prisioneros de guerra.
Por contra los japoneses solamente perdieron tres lanchas torpederas (las número 34, número 35 y número 69). Algunos buques como los acorazados Mikasa, Nisshin, Fuji, Asahi, o los cruceros Iwate, Izumo, Kasuga sufrieron algunos daños con bajas mortales por disparos aislados de los buques rusos. En total 117 muertos y 583 heridos.

## Consecuencias de la batalla

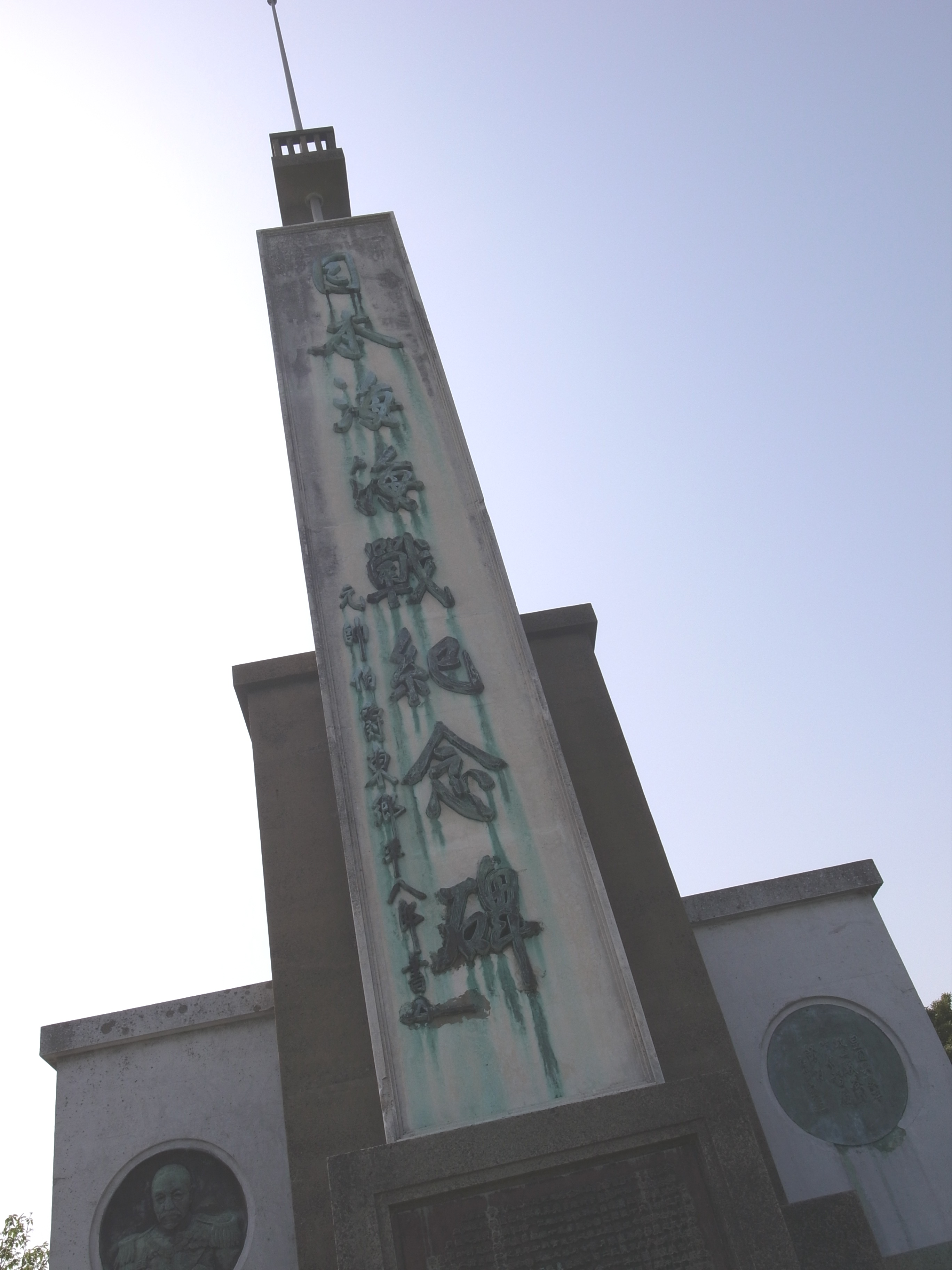
Monumento en recuerdo de la batalla de Tsushima, erigido en Japón.

Los japoneses no se imaginaron la repercusión que iba a acarrear este triunfo para la historia futura de Japón; en Rusia tampoco parecía preverse el efecto a largo plazo de esta derrota. Las consecuencias inmediatas de esta batalla fueron el establecimiento de la supremacía japonesa sobre Corea y Manchuria, la pérdida de Port Arthur para los rusos y el aislamiento de Vladivostok como puerto militar, que quedó a merced de los japoneses, forzando así el tratado de Portsmouth que, con mediación de Estados Unidos, puso término a la Guerra ruso-japonesa con triunfo del imperio nipón. El almirante Tōgō fue elevado a la categoría de héroe nacional y colmado de honores por el emperador.
La eliminación casi total de la Armada Imperial Rusa y el descrédito en que cayó el régimen del zar Nicolás II contribuyeron a la revolución de 1905 en Rusia, con una agitación social y popular de largo alcance, forzando al gobierno zarista a crear un parlamento representativo minando así el poderío casi absolutista del monarca. La agitación social ya existente en Rusia aumentó notablemente con la noticia de la derrota ante Japón, en una contienda que había mostrado crudamente el atraso e ineficiencia de la burocracia imperial, tanto civil como militar; el desprestigio del zarismo trajo además la primera aparición en Rusia de partidos marxistas organizados, como los comunistas, socialdemócratas o anarquistas que serían protagonistas años después de la Revolución de Octubre.
Las consecuencias más importantes son las que se vieron a largo plazo. El resultado de esta batalla fue que Japón, después de esta victoria, pasó a ser una potencia naval internacional de primer orden, rivalizando con Gran Bretaña y Alemania, y compitiendo con Estados Unidos en el Pacífico. Asimismo, la experiencia de Tsushima reforzó el concepto del acorazado como arma principal en la guerra naval, idea que prevaleció durante los años siguientes y que influyó mucho en la ingeniería naval mundial de ese periodo. Fueron los mismos japoneses, treinta y seis años más tarde, con el ataque a Pearl Harbor, quienes acabaron con esta idea de importancia primordial del acorazado en la guerra marítima.
Los japoneses, henchidos del llamado «mal de victoria», se enfrascaron en potenciar aún más la Armada Imperial Japonesa. Encargaron para empezar el primero de los cruceros de batalla clase Kongō en los astilleros británicos de Vickers, para luego realizar ellos mismos en el Japón los otros tres barcos de su clase. Crearon posteriormente los impresionantes acorazados de las clases Fusō, Ise y Nagato, para terminar en los formidables de la clase Yamato, que resultaron ser eficientes unidades, aún más avanzadas que sus contemporáneas. Aunque limitado por el Tratado Naval de Washington de 1922, el Japón pronto sobrepasó los límites impuestos, siendo que la ingeniería naval japonesa de la década de 1930 resultó la más avanzada cuanto a diseño de buques de guerra. El fin del poderío naval japonés llegaría solamente en la Segunda Guerra Mundial con las derrotas en la batalla de Midway y la batalla del Golfo de Leyte.